# قنطريون مبارك
الشوكة البيضاء أو الخرشيف، شوك الجمل أو القنطريون المبارك أو شوكة مباركة أو شوكة مباركة أو باذر ورد (الاسم العلمي: Centaurea benedicta) هو نوع نباتي ينتمي إلى جنس القنطريون من الفصيلة النجمية.
من أسمائه: قنطريون مبارك، شوك مبارك

## مكان وجودها
تنمو عشبة القنطريون في المناطق الساحلية، ولكنها أيضا تربى لأغراض طبية.

## وقت التزهير
تنمو عشبة القنطريون من أوائل الصيف إلى أخره